# Petr z Mladoňovic

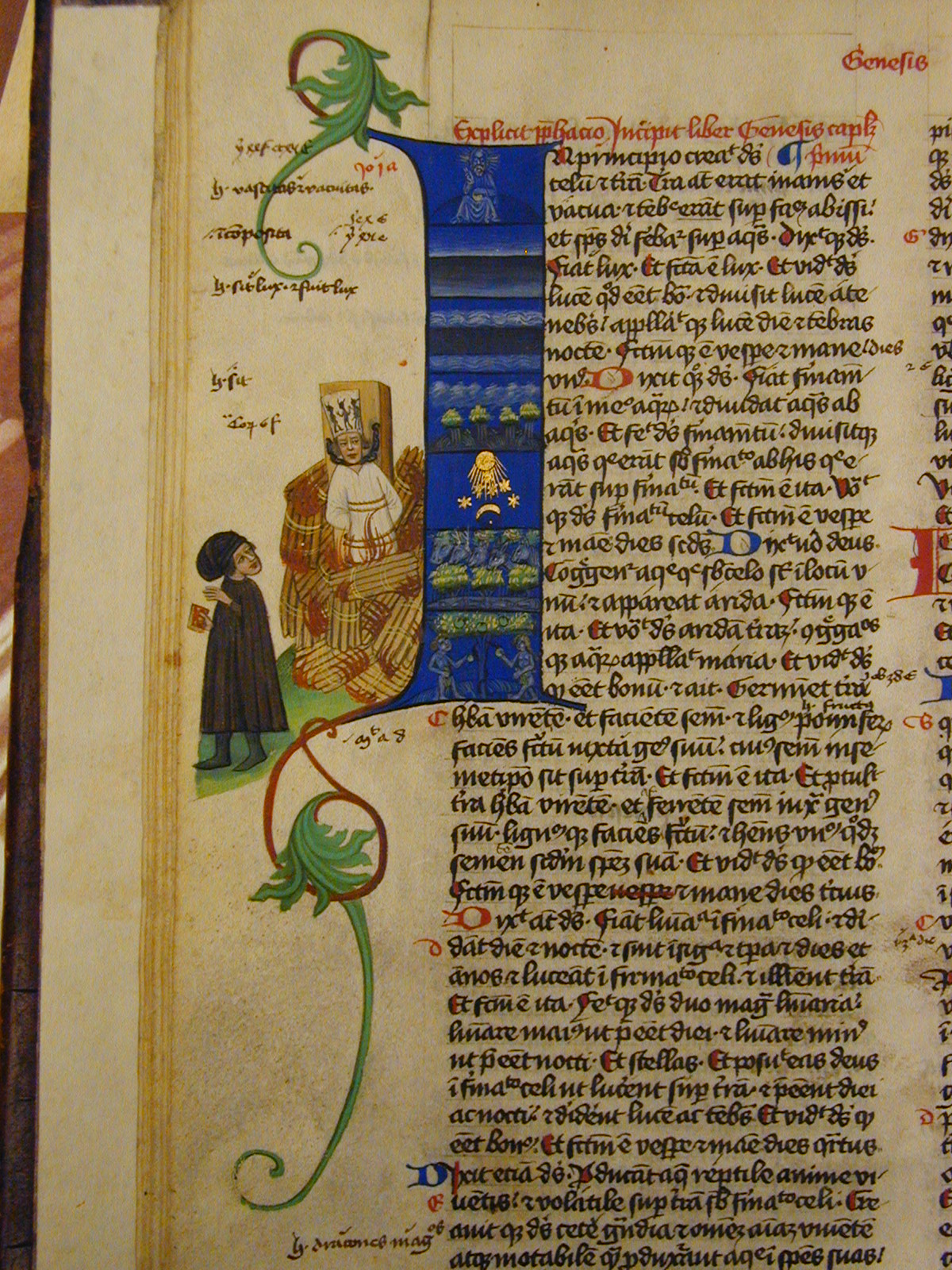
Martinitz-Bibel, um 1430: Verbrennung des Jan Hus. Die Figur neben ihm stellt mutmaßlich Peter von Mladoniowitz dar.

Petr z Mladoňovic (Peter von Mladoniowitz, lateinisch Petrus de Mladoniovicz; * um 1390 in Mladoňovice, Mähren; † 7. Februar 1451) war Prediger und Schüler des böhmischen Reformators Jan Hus. 1438/39 war er Rektor der Karlsuniversität in Prag.

## Leben
Petr z Mladoňovic studierte an der Prager Universität, wo er 1409 den Abschluss eines Baccalaureus erwarb. 1411 war er unter den ersten Stipendiaten des reformorientierten Hedwigskollegs und wurde Schüler des Jan Hus. Auf dessen Reise zum Konzil von Konstanz 1414 nahm er die Funktion eines Schreibers in Diensten eines der beiden Universitätsvertreter, des Ritters Jan von Chlum, wahr. Er blieb während des gesamten Prozesses gegen Hus in Konstanz, kümmerte sich um die Korrespondenz, sammelte Dokumente und fertigte Protokolle an. Auch erarbeitete er eine Protestschrift, die die Lehre von Jan Hus verteidigte und die von 15 böhmischen und polnischen Adeligen unterzeichnet wurde. Nach seiner Rückkehr verfasste er  einen Bericht über das Prozessjahr und über den Feuertod des Reformators.
1416 wurde er Magister an der Prager Universität. Um 1420 zum Priester geweiht, war er ab 1420/1421 Prediger an der St.-Michaels-Kirche in der Prager Altstadt. Daneben war er als Magister weiterhin an der Universität tätig, wo er 1426 zum Dekan gewählt wurde. In der Zeit der Hussitenbewegung nahm er an zahlreichen Diskussionen und religiösen Auseinandersetzungen teil, in denen er sich als Gegner der Taboriten hervortat. Er gehörte dem gemäßigten Flügel der Utraquisten unter Führung von Christian von Prachatitz an. In einer Sitzung im Dezember 1420 verlas er 72 Irrlehren der Taboriten. Ein Jahr später kam Petr beim Rückzug der Hussiten bei Kuttenberg fast ums Leben. Mit den gemäßigten Hussiten trat er 1422 auch gegen Jan Želivský auf und versuchte mit seinen Mitstreitern dessen Einfluss einzuschränken. Nachdem es zu Auseinandersetzungen mit Jan Rokycana gekommen war, wurde er aus Prag ausgewiesen und lebte von 1427 bis 1438 in der Verbannung in Batelov. 1438 nahm er eine Pfarrstelle an der St.-Michaels-Kirche an.
1440 bekleidete Petr das Amt des Rektors der Karlsuniversität. 1448 wurde er noch als Teilnehmer des Konzils von Basel genannt.

## Werke
- Relatio de magistri Joannis Hus causa in Constantiensi consilio acta – Augenzeugenbericht über den Prozess und den Tod des Jan Hus.
- Narratio de magistro Hieronymo Pragensi pro Christi nomine Constantiae exusto – Bericht über Hieronymus von Prag

## Werkausgaben
- Hus in Konstanz. Der Bericht des Peter von Mladoniowitz, Übersetzt, eingeleitet und erklärt von Josef Bujnoch. Styria, Graz 1963 (= Slavische Geschichtsschreiber, Band 3)